# MNP Tower
Der MNP Tower ist ein 2015 erbauter Wolkenkratzer in Vancouver, British Columbia, Kanada. Das Gebäude befindet sich in der 1021 West Hastings Street in der Nähe des Canada Place und des Teils des Hafens von Vancouver, der sich am Burrard Inlet befindet.
Das Gebäude im Stadtteil Downtown erreicht eine Höhe von 143 Metern und verfügt über 36 Etagen. Es verfügt über ein Restaurant, ein Café, Fitnessstudio, Kindertagesstätte, Konferenzräume und eine Dachterrasse.
Entworfen wurde es von den Architekturbüros Kohn Pedersen Fox und Musson Cattell Mackey Partnership. Sein Grundriss weicht von der üblichen rechteckigen oder quadratischen Bauweise ab. Drei der Ecken des Grundrisses sind stark abgerundet, während die vierte Ecke durch sie bildenden, leicht geschwungenen Seiten herausragt. Das Gebäude wird von dem Immobilienunternehmen Oxford Properties Group gebaut und betrieben.